# 尾崎義
尾崎 義（おざき よし、1903年3月8日 - 1969年1月9日）は、日本の外交官・北欧文学者・翻訳家。
東京生まれ。1922年外務省留学生試験に合格し、1924年ストックホルム大学卒。
1925年外交官としてベルリン、その後スウェーデンに駐在、1945年北欧文化協会を設立し理事長となる。
1963年から1968年まで参事官としてヘルシンキに駐在。
1968年東海大学北欧文学科教授となるが、在職一年足らずで急逝。
ストリンドベルィ、リンドグレーンなど北欧文学の原語からの翻訳の先駆者。

## 著書
- 『フィンランド語四週間』（大学書林） 1955
- 『北欧語のはなし』（大学書林、大学書林語学文庫） 1958
- 『スウェーデン語基礎1500語』（大学書林、基礎単語双書） 1958
- 『スウェーデン語辞典』（共編、大学書林） 1990

## 翻訳
- 『女中の子』（ストリンドベルィ、創元文庫） 1952
- 『日本旅行記』（ヴィルマン、岩生成一校訂、弘文堂 アテネ文庫） 1953
  - 完訳『日本渡航記』（新異国叢書6：雄松堂書店） 1980
- 『バラバ』（パー・ラーゲルクヴイスト、岩波書店） 1953、岩波文庫 1975
- 『復活祭 戯曲集』（ストリンドベルィ、創元文庫） 1954
- 『オージンの子ら 北欧神話』（P・コラム、岩波少年文庫） 1955
- 『名探偵カッレくん』（アストリッド・リンドグレーン、岩波少年文庫） 1957
- 『カッレくんの冒険』（リンドグレーン、岩波少年文庫） 1958
- 『名探偵カッレとスパイ団』（リンドグレーン、岩波少年文庫） 1960
- 『さすらいの孤児ラスムス』（リンドグレーン、岩波書店） 1960、のち岩波少年文庫
- 「朝ねぼうの音楽家」「いわぼたんを見つけたブローヴィンゲちゃん」（ストリンドベルイ、講談社、少年少女世界文学全集36 - 北欧編） 1960
- 『長靴下のピッピちゃん』（リンドグレーン、講談社） 1964、のち改題『長くつ下のピッピ』（講談社文庫）
- 『リンドグレーン作品集 12 ラスムスくん英雄になる』（リンドグレーン、岩波書店） 1965
- 『やかまし村のクリスマス』（リンドグレーン、ポプラ社） 1967
- 『いたずらっ子エーミール』（リンドグレーン、講談社） 1969
- 『リンドグレーン作品集 別巻 3 わたしたちの島で』（リンドグレーン、岩波書店） 1970
- 『エーミール物語 1 エーミールと大どろぼう』（リンドグレーン、講談社） 1972、のち講談社文庫
- 『エーミール物語 2 エーミールとねずみとり』（リンドグレーン、講談社） 1972、のち講談社文庫